# هلموت لوش
هلموت لوش (آلمانی: Helmut Losch; ۱۲ اکتبر ۱۹۴۷ – ۱۰ ژانویهٔ ۲۰۰۵) وزنه‌بردار اهل آلمان بود.